# 750 a.C.

## Nascimentos
- Ezequias, filho de Acaz e Abi, filha de Zacarias. Ele começou a reinar em Judá com vinte e cinco anos.[1]